# Lobos UPNFM
Lobos de la Universidad Pedagógica Nacional Francisco Morazán (UPNFM) – honduraski klub piłkarski z siedzibą w stołecznym mieście Tegucigalpa. Występuje w rozgrywkach Liga Nacional. Domowe mecze rozgrywa na obiekcie Estadio Emilio Williams Agasse.

## Historia
Klub został założony w sierpniu 2010 przy stołecznej uczelni Universidad Pedagógica Nacional Francisco Morazán (UPNFM). Miał być reprezentantem uniwersytetu w profesjonalnych rozgrywkach piłkarskich. Klub dołączył do rozgrywek drugiej ligi honduraskiej i początkowo nosił nazwę Jaguares UPNFM. W 2014 roku, ze względu na to, że pod nazwą Jaguares występowała już drużyna uczelni Universidad Tecnológica Centroamericana (UNITEC), przemianowano jednak klub na Lobos UPNFM.
W 2017 roku Lobos wywalczyli pierwszy w historii awans do Liga Nacional. W ówczesnym zespole 21 z 29 zawodników było na co dzień studentami wychowania fizycznego na uczelni UPNFM.